# كستنياجة
كَسْتَنْيَاجة (المعروفة محليًا أيضًا باسم بَلدينو أو جِرِجيو أو بَتّونة) هي كعكة طحين الكستناء السادة توجد عادةً في مناطق تُسكانة ولِغُرية بيمنتة وإمِلية رومانيا فنيتة  بإيطاليا وفي جزيرة قُرشقة الفرنسية.
إنها حلوى خريفية نموذجية مصنوعة من عجينة من الكستناء والماء وزيت الزيتون والصنوبر والزبيب ومخبوزة. قد تشمل الاختلافات المحلية مكونات أخرى مثل إكليل الجبل وقشر البرتقال وبذور الشمر وغيرها من الفواكه المجففة. هناك أيضًا اختلافات في سمك الكعكة وأحيانًا تُسمّى أسماء محلية للإشارة إلى مثل هذه الاختلافات.
من الأفضل تقديم كستنياجة مع الرِكُتّة أو عسل الكستناء أو النبيذ الحلو.